# 6-та повітрянодесантна бригада (Польща)
6-та повітрянодесантна бригада ім. бригадного генерала Станіслава Францішека Сосабовського (6 ПДБр, в/ч 2250) — тактичне з'єднання аеромобільних військ Збройних Сил Польщі чисельністю в бригаду. Штаб дислокується в Краківському гарнізоні.
Бригада носить ім'я Станіслава Сосабовського — польського генерала у часи Другої світової війни, командувача 1-ю окремою парашутною бригадою Польщі у складі армії Великої Британії.

## Історія та традиції

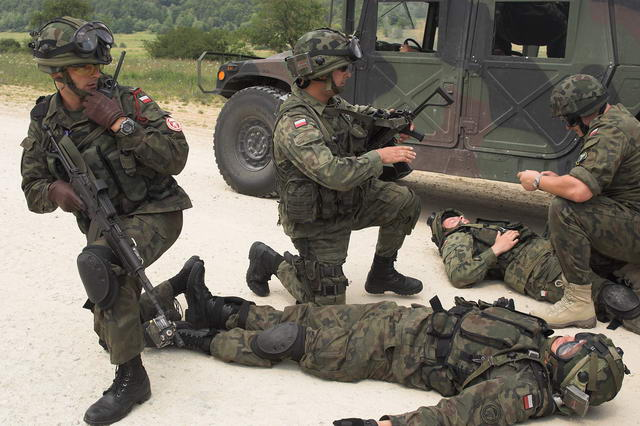
Бійці 6-ї повітряно-десантної бригади під час навчань

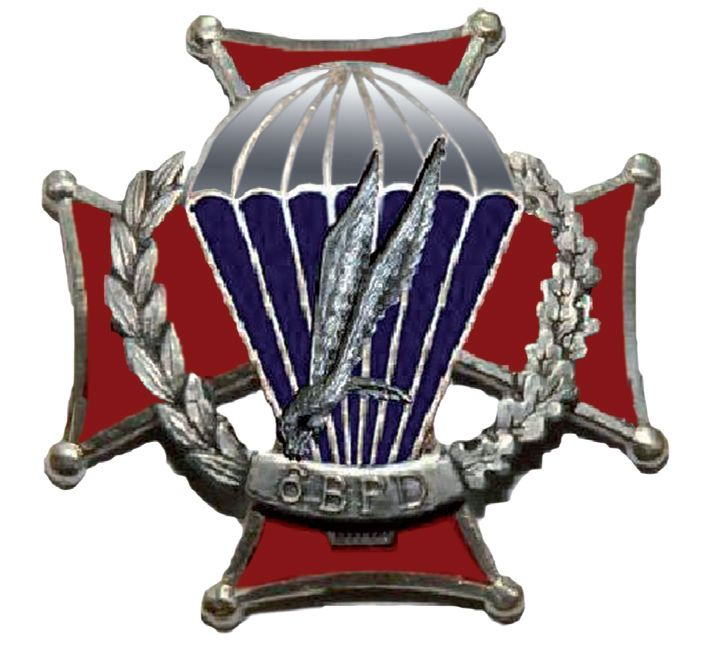
Пам'ятний знак 6 ПДБр

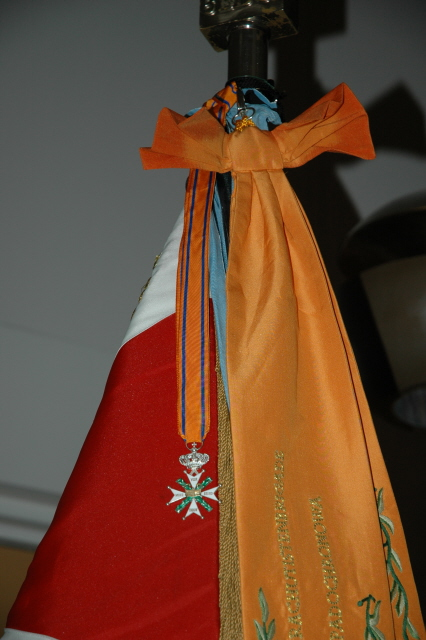
Лицарський хрест IV ступеня (Лицарський IV клас) Військового ордена Вільгельма на прапорі 6-ї десантно-штурмової бригади

6-та бригада бере свої традиції від 1-ї окремої парашутної бригади, командиром якої був бригадний генерал Станіслав Сосабовський, сьогодні патрон загону. Родовід підрозділу походить безпосередньо з 6-ї піхотної дивізії, реформованої в 1957 році в 6-ту Поморську повітряно-десантну дивізію, яка, у свою чергу, у 1986 році була перетворена в 6-у Поморську повітряно-десантну бригаду. З 1992 року по 30 червня 2010 року бригада мала назву «десантно-штурмовий». Найвідомішою відмінною рисою бійців бригади є бордовий берет і характерний розпізнавальний знак.

## Навчання
Деякі з солдатів 6-ї бригади проходять навчання в різних кліматичних і рельєфних умовах, наприклад, взимку в Канаді.

## Нагороди
Оскільки 6 ПДБр успадковує традиції 6-ї Поморської піхотної дивізії, прапор Краківської 6-ї бригади прикрашений бойовим орденом Військові чесноти.
Бригада імені Генерала Сосабовського має право носити Хрест Грюнвальда 2-го класу після 6-ї Поморської піхотної дивізії, нагородженої ним за військові заслуги, але прапор цією відзнакою не прикрашений.
31 травня 2006 року в Нідерландах 6-та десантно-штурмова бригада була офіційно прикрашена військовою церемонією Орден Віллема Її Величності Королевою Беатріс ван Ораньє-Нассау. 6-та десантно-штурмова бригада, що успадкує традиції 1-ї окремої парашутної бригади, була нагороджена за бойові заслуги 1 ОПБр в Нідерландах, за участь в Операція «Маркет-Гарден».

## Командири
- бригадний генерал Януарій Команський (1986—1987)
- бригадний генерал Анджей Тишкевич (1987—1989)
- полковник Здзіслав Казімєрський (1989)
- полковник Владислав Сокол (1989—1992)
- бригадний генерал Влодзімєж Міхальський (1992—1994)
- бригадний генерал Мечислав Бєнєк (1994—1997)
- бригадний генерал Броніслав Квятковський (1997—2000)
- полковник Єжи Войцик (2000—2002)
- полковник Мірослав Кнапінський (2002—2004)
- бригадний генерал Єжи Войцик (2004—2008)
- бригадний генерал Анджей Кнап (2008—2010)
- бригадний генерал Богдан Творковський (2010—2012)[3]
- бригадний генерал Адам Джокс[4] (2012—2015)
- полковник Войцех Марчвіца (10 листопада 2015 — 2 травня 2016)[5]ю
- бригадний генерал Ґжегож Галупка (2 травня 2016 р. — 2 липня 2018 р.)
- бригадний генерал Шимон Козятек (2 липня 2018 — 18 листопада 2019)[6].
- бригадний генерал Ґжегож Гродзкі (18 листопада 2019 — 1 квітня 2022)[7][8].

## Структура
Підрозділи бригади дислокуються в трьох гарнізонах, її структура така:
- Командування і штаб — Краків; Штаб бригади складається з восьми відділень, відділу підготовки та матеріально-технічного забезпечення, які організовані відповідно до стандартів НАТО.
- 6-й командний батальйон[pl] генерал зброї Юзефа Куропескі — Краків;
- 6-й повітряно-десантний батальйон[pl] ім. розділ ген. Едвін Розлубірський — Глівіце;
- 16-й повітряно-десантний батальйон[pl] ім. бригадного генерала Mariana Zdrzałki — Краків;
- 18-й повітряно-десантний батальйон[pl] ім. капітан Ігнацій Газурек — Бельсько-Бяла;
- 6-й логістичний батальйон[pl] ім. розділ ген. Ігнацій Прондзинський — Краків.